# Круглоозёрное (Западно-Казахстанская область)
Круглоозёрное (каз. Круглоозерное) — посёлок городского типа в Западно-Казахстанской области, в подчинении у Уральской городской администрации. До 2013 года являлся центром Круглоозёрновского поселкового округа города Уральск, который был упразднён решением маслихата. Этим же решением село Серебряково было введено в состав посёлка. Код КАТО — 271039100.

## География
Посёлок расположен у южного подножия Свистун-горы (отрог Общего Сырта) в 20 км на юг от центра г. Уральск, в двух километрах  от автодороги А28 "Уральск - Атырау"  на левой её стороне. Река Кушум образует восточную и южную границу посёлка. Озеро Озёрное, от которого и произошло название посёлка, находится в полукилометре восточнее его, между  Кушумом и правым берегом Урала.

## Население
В 1999 году население посёлка составляло 2942 человека (1444 мужчины и 1498 женщин).
По данным переписи 2009 года, в посёлке проживали 3782 человека (1873 мужчины и 1909 женщин).
На 1 июля 2023 года, население посёлка составило 6098 человека (3101 мужчины и 2997 женщина).

## История
Станица Круглоозёрновская (Круглоозёрная) входила в 1-й Уральский военный отдел Уральского казачьего войска и административно относилась к Уральскому уезду Уральской области на правах волости.
Ещё до возникновения станицы во время пугачёвского бунта упоминаются расположенные на её территории Сластинские хутора, в память о которых южная часть станицы до сих пор называется Сластиным.

### XIX век
В 1868 году Круглоозёрный упоминается в документах в статусе форпоста, а в 1885 году уже является центром станичного юрта, в состав которого входили такие посёлки, как Серебряков, Щапов, Кордон, Ливкино, Гремячий и Перемётный.
"Казачий словарь-справочник" так характеризует станичников:

Жители станицы славились тем, что до последнего времени сохраняли в чистоте тип Казаков старого закала, ревниво охранявших каждую мелочь  казачьего быта и обихода; почти все исповедовали старообрядчество и избегали для детей своих гражданских школ, обучая их чтению Священного писания у своих "мастеров Старой Веры"; первые гребцы и силачи, лучшие и наиболее заботливые хозяева, они жили очень скромно, несмотря на значительную зажиточность большинства из них.

В 1868 году состоялось открытие каменной единоверческой церкви Благовещения Пресвятой Богородицы (была разрушена в 30-е годы XX века). При этом население посёлка в значительной части оставалось последователями других течений старообрядчества.
В 1885 году в Круглоозёрновской имелось 461 домохозяйство, в которых проживало 2369 жителей, 1176 мужского пола и 1193 женщины. В станице действовала народная войсковая школа, с ней конкурировали 16 мастеров и мастериц церковной грамоты, при этом Круглоозёрновская относилась числу станиц с наименьшей степенью грамотности (менее 15 процентов).

### XX век
В начале XX века в посёлке было две школы и несколько лавок.
Летом 1900 г. в посёлке побывал известный русский писатель В.Г. Короленко. В своём очерке " У казаков. Из летней поездки на Урал" он писал:

Станица Круглоозёрная, в просторечии именуемая почему-то Свистуном, расположена верстах в двенадцати от Уральска. По обычаям, одежде и всему укладу своей жизни она напоминает самые отдалённые низовые станицы, нетронутые новыми влияниями. Население ее сплошь старообрядцы разных толков, народ зажиточный, умный, упрямо подозрительный ко всяким нововведениям и всегда готовый к протесту...

Жители станицы приняли активное участие в русско-японской и Первой мировой, а также Гражданской войнах.
| № | Фамилия, имя, отчество        | Дополнительно                                                                         |
| - | ----------------------------- | ------------------------------------------------------------------------------------- |
| 1 | Посконнов Георгий Емельянович | Полный Георгиевский кавалер                                                           |
| 2 | Донсков Мин Никитич           | Награжден двумя Георгиевскими крестами, Уральская казачья дивизия, рядовой            |
| 3 | Суетин Евгений Автономович    | Награжден двумя Георгиевскими крестами                                                |
| 4 | Шалунов Кузьма                | Георгиeвский крест                                                                    |
| 5 | Макарычев Яков Георгиевич     | Георгиeвский крест                                                                    |
| 6 | Донсков Фома Ильич            | Георгиевский крест IV-й степени (Солдатский), 5-й Уральский казачий полк, ст. урядник |
| 7 | Требушинцев Кузьма Фирсович   | Георгиевский крест IV-й степени (Солдатский), 5-й Уральский казачий полк, казак       |
| 8 | Заколов Евстафий Васильевич   | Георгиевский крест IV-й степени (Солдатский), 5-й Уральский казачий полк, казак       |

В 1924 г. в посёлке был открыт детский дом.
В 1930 году в Круглоозёрном создали колхоз «Красный сигнал».
В 1930-e  по обвинению в антисоветской деятельности были несправедливо осуждены 43 уроженца посёлка. Спустя десятилетия все они были реабилитированы органами прокуратуры.
Во время Великой Отечественной войны на фронт ушли 180 круглоозёрновцев, из них 79 человек погибло.
В 1950 г. в Круглоозёрном заложен яблоневый сад, в 1958 г. его площадь составляла 70 гектаров.
В 1961 г. в единый совхоз имени Фрунзе были объединены колхозы трёх посёлков: Круглоозёрного, Серебрякова и Коминтерна. Однако в результате экономической нецелесообразности Коминтерн был выделен из совхоза.
В 1971г. в посёлке была построена трёхэтажная средняя школа, число учеников в ней доходило до 960 человек.
В 1977 г. машино-тракторный парк совхоза насчитывал 113 тракторов, 54 комбайна, свыше 100 автомашин. В этом году совхозом было сдано государству 14 тысяч центнеров картофеля, 24 тысячи центнеров овощей, 1646 центнеров мяса, 13 472 центнера молока.
В результате политических потрясений 90-х годов XX века значительная часть населения покинула посёлок.

### Настоящее время
С 2010 года в посёлке возрожден православный приход и регулярно совершаются богослужения в новопостроенном Петропавловском храме.
Посёлок с начала 90-х годов стал одним из центров возрождавшегося казачьего движения.
12 июля 2022 года в поселке состоялось открытие новопостроенного Храма Святых Апостолов Петра и Павла, и в тот же день он был освещен.